# Pogonocherus penicillatus
Pogonocherus penicillatus es una especie de coleóptero del género Pogonocherus, familia Cerambycidae. Fue descrita por John Lawrence LeConte en 1850. Se encuentra en Canadá y Estados Unidos.